# ECW Wrestlepalooza

Wrestlepalooza est un ancien show de catch organisé par la Extreme Championship Wrestling. L'édition de 1998 était la première (et unique) à être diffusée en pay-per-view.

## Résultats

### 1995
- JT Smith def. Hack Meyers
- Big Val Puccio def. Tony Stetson via Disqualification
- Raven, Stevie Richards, Snot Dudley & Big Dick Dudley def. Tommy Dreamer, Cactus Jack, Pitbull #1 & Pitbull #2
- 2 Cold Scorpio, Dean Malenko & Cactus Jack def. Eddie Guerrero, Rick Steiner & Scott Steiner
- Mikey Whipwreck def. The Sandman
- The Gangstas (New Jack & Mustafa Saed) def. The Public Enemy (Rocco Rock & Johnny Grunge) dans un stretcher match

### 1997
- Shane Douglas def. Chris Chetti sur tombé pour conserver le ECW World Television Championship (6:52)
- The Pitbulls (Pitbull #1 et Pitbull#2) def. The F.B.I.(Little Guido & Tracey Smothers) (7:33)
- D-Von Dudley et Buh Buh Ray Dudley def. The Sandman & Balls Mahoney sur tombé (8:30)
- Terry Funk def. Chris Candido sur tombé pour conserver le |ECW World Heavyweight Championship (12:57)
- Tommy Dreamer def. Raven sur tombé
- Sabu def. Taz sur tombé
- Taz def. Shane Douglas sur soumission pour remporter le ECW World Television Championship (2:50)
- John Kronus et Perry Saturn def. D-Von Dudley et Buh Buh Ray Dudley sur tombé

### 1998
Wrestlepalooza 1998 s'est déroulé le 3 mai 1998 au Cobb County Civic Center de Marietta, Géorgie.
- The bWo (The Blue Meanie et Super Nova) def. The F.B.I. (Little Guido et Tracy Smothers) (9:27)
  - Nova a effectué le tombé sur Guido.
- Justin Credible def. Mikey Whipwreck (9:54)
  - Credible a effectué le tombé sur Whipwreck.
- Chris Candido et Lance Storm def. The Hardcore Chair Swingin' Freaks (Balls Mahoney et Axl Rotten) pour conserver le ECW Tag Team Championship (12:04)
  - Candido a effectué le tombé sur Mahoney.
- Bam Bam Bigelow def. New Jack (8:48)
  - Bigelow a effectué le tombé sur New Jack.
- Tommy Dreamer et The Sandman def. The Dudley Boyz (Buh Buh Ray et D-Von) (11:19) 
  - Sandman a effectué le tombé sur D-Von et Dreamer a réalisé le compte de trois sur Buh Buh.
- ECW Television Champion Rob Van Dam a combattu Sabu pour un match nul résultant de la limite de temps (30:00)
  - La limite de temps de 30 minutes était dépassée, Van Dam conservait le titre TV.
- Shane Douglas def. Al Snow pour conserver le ECW World Heavyweight Championship (13:05)
  - Douglas a effectué le tombé sur Snow.